# Аарон Александр
Аарон (Альберт) Александр (нім. Aaron (Albert) Alexandre; нар. 1765/1768, Гоенфельд, Баварія — пом.16 листопада 1850, Лондон) — німецький і єврейський шахіст, автор довідника шахових дебютів під назвою Encyclopédie des échecs (фр. «Енциклопедія шахів», Париж, 1837).

## Життєпис
Народився в Баварії в єврейській сім'ї. З 1793 року жив у Парижі.
Автор довідника шахових дебютів під назвою Encyclopédie des échecs (фр. «Енциклопедія шахів», Париж, 1837), де використав алгебраїчну нотацію та позначення 0-0 і 0-0-0 для рокіровок, книги «Збірник найкращих шахових задач» (1848) із понад 2 тисячами задач різних авторів, що відображає досягнення шахової школи в XIX столітті.
Працював викладачем німецької мови.
У 1838 році виграв у Лондоні матч у Говарда Стаунтона